# Акентьєва Лідія Ісаївна
Лідія Ісаївна Аке́нтьєва (нар. 8 вересня 1925, Святославка) — ґрунтознавець, доктор сільськогосподарських наук з 1974 року, професор з 1977 року.

## Біографія
Народилася 8 вересня 1925 року в селі Святославці (тепер Саратовська область, Росія). У 1945 році закінчила Саратовський університет, де й працювала. Від 1953 року — доцент, згодом завідувач кафедри ґрунтознавства та агрохімії Луганського сільськогосподарського інституту.

## Наукова діяльність
Досліджувала підвищення родючості, ступінь забруднення ґрунтів, а також сільськогосподарських рослин важкими металами в умовах Донбасу, розробляла теоретичні і практичні рекомендації щодо зниження рівня такої забрудненості.
Праці:
- Система удобрения полевых культур Донбасса при программировании урожайности и расширенном воспроизводстве почвенного плодородия конкретного поля. Луганськ, 1992;
- Борьба с эрозией почв в Донбассе. Луганськ, 1993;
- Повышение плодородия и производительности пахотных земель Донбасса в условиях экологических требований к продукции. Луганськ, 1998.